# Hyperplatys montana
Hyperplatys montana är en skalbaggsart som beskrevs av Thomas Casey 1913. Hyperplatys montana ingår i släktet Hyperplatys och familjen långhorningar. Inga underarter finns listade i Catalogue of Life.